# Salzhering

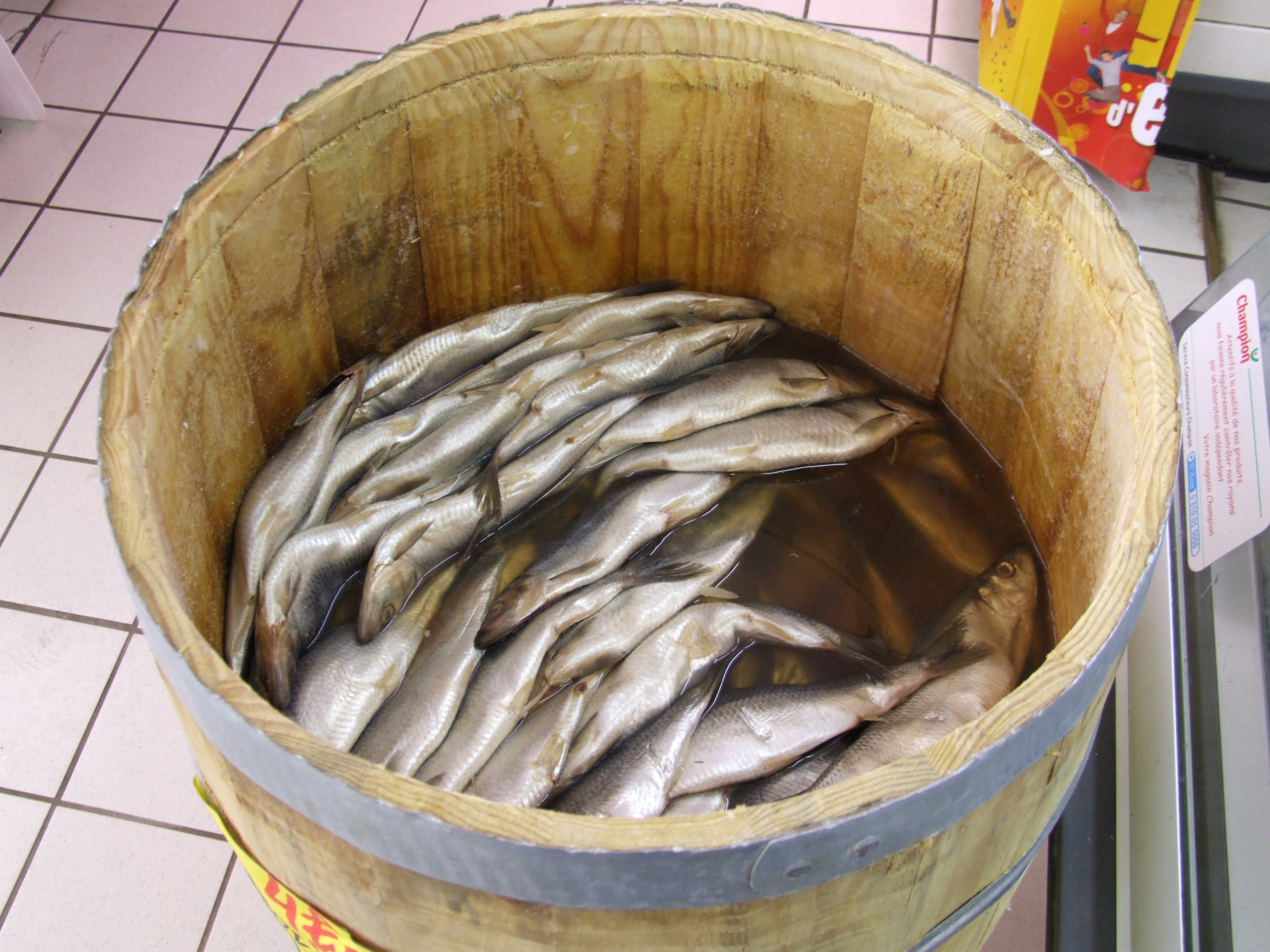
Salzheringe im Kantje

Salzheringe sind Heringe, die meist schon an Bord des Fangschiffs ausgenommen und in Salz oder Salzlake gelagert werden. Durch das Einsalzen werden die Fische konserviert und die Struktur ihres Muskelgewebes verändert. Eine beliebte Zubereitungsvariante des Salzherings ist der Matjes. Vor dem Verzehr sollten Salzheringe gewässert werden.

## Die Bedeutung des Salzherings für die Esskultur des Mittelalters

### Allgemeines
Bis zum 10. Jahrhundert wurde fern der Küsten nur wenig Hering gegessen. Danach stieg seine Bedeutung in der Esskultur des Mittelalters drastisch an. Der Anthropologe Brian Fagan nennt als wesentliche Gründe für den Bedeutungszuwachs, dass erst ab diesem Zeitraum ausreichend Salz in geeigneter Qualität abgebaut, dieses über weite Entfernungen gehandelt wurde und sich auf Salz basierende Konservierungsmethoden standardisierten. Parallel dazu hatten sich die Techniken im Schiffbau so weiterentwickelt, dass zunehmend größere Schiffe gebaut werden konnten, die den Handel mit diesen Fischen profitabel werden ließen.

### Haltbarmachung und Ruf als Armen- und Fastenspeise
Der verhältnismäßig fettreiche Hering ließ sich leicht einsalzen oder durch Räuchern haltbar machen. Diese Methoden der Haltbarmachung wurden bereits im 11. und 12. Jahrhundert routinemäßig angewandt. Besonders preisgünstig war Hering, der zunächst für 14 Tage in Salzlake eingelegt und dann weitere 14 Tage kaltgeräuchert wurde, bis er eine braunrötliche Farbe aufwies.
Er war so haltbar, dass er ohne Probleme in Fässer gepackt mit Tragetieren und Booten von den Küsten Nordeuropas bis in den Süden Europas transportiert werden konnte. Der so konservierte Hering wurde zu einer Standardfastennahrung des Mittelalters, die bis weit in den Süden Europas exportiert wurde. Heringsfässer aus Flandern wurden im Jahre 1396 unter anderem in der Toskana gehandelt; 1430 wurden in Köln Heringstonnen für Barcelona verladen, und verschiedene erhalten gebliebene Haushaltsbücher belegen, dass für viele Haushalte tief im Inland Europas zwischen Ende November und Ostern der Salzwasserfisch Hering die wichtigste Proteinquelle war.
Brian Fagan bezeichnet den so konservierten Hering einen „Fisch ohne jegliches Sozialprestige“, eine Nahrung für Arme, Klosternovizen und Soldaten. Der Geschmack dieses in Massen produzierten Räucherfischs war durchdringend und machten ihn zu einer wenig geschätzten Fastenspeise, von der man behauptete, allein sein Geruch vertreibe den Hunger. In der Neuzeit exportierte man ihn sogar bis nach Übersee, wo man mit ihm auf den Plantagen die Sklaven ernährte. Heute wird diese Art von geräuchertem Hering in Europa nicht mehr hergestellt, da die lange Haltbarkeit als seine wesentliche Eigenschaft durch die modernen Konservierungstechniken obsolet geworden ist.
Etwas teurer als der eingesalzene und dann geräucherte Hering war der nur in Salzlake konservierte Hering. Er war verderblicher als der zusätzlich geräucherte und musste sorgfältiger verarbeitet werden. Der Erfolg der Hanse basierte zum Teil auch darauf, standardisierte Verarbeitungsweisen durchzusetzen, die eine gleichbleibende Qualität und Haltbarkeit der Heringe weitgehend sicherstellten.

### Produktionsbeispiel Südschweden
Ein erhalten gebliebenes Dokument aus dem Jahre 1474 belegt für die beiden südschwedischen Fischerorte Falsterbo und Skanör, dass sich der Heringsfang zu einer gut organisierten Massenproduktion entwickelte. In den beiden Orten fischten 762 kleine Fischerboote Heringe, so dass etwa 3.500 Personen direkt im Fischfang beschäftigt waren. 700 weitere Personen schafften die gefangenen Fische mit 26 größeren Bargen von den Booten an die Küste oder transportierten sie mit Karren zu den 174 Frauen, die die Fische ausnahmen, diese zunächst zwischen reines Salz schichteten und nach ein paar Tagen in mit Salzlake gefüllte Fässer einschichteten.
Neben den Böttchern, die die Fässer herstellten, verschlossen oder reparierten, hielten sich 200 Kaufleute mit ihren Gesellen und Lehrlingen in den beiden Orten auf, die den Hering aufkauften und von dort aus nach ganz Europa transportierten. Insgesamt waren 5.000 Personen in Falsterbo und Skanör direkt mit dem Heringshandel beschäftigt. Eine einzelne Heringstonne enthielt zwischen 900 und 1000 Heringe. Etwa ein Fünftel ihres Volumens entfiel auf Salz.  In der Hauptsaison, die vom 25. Juli bis zum 29. September währte, schwollen die beiden Orte temporär auf mittelalterliche Großstadtgröße an.
In den Witten, den im Besitz einzelner Hansestädte befindlichen Verarbeitungsplätzen, kamen bis zu 20.000 Menschen zusammen, um Heringe zu verarbeiten und zu handeln. Ähnlich war der Fischhandel in Yarmouth organisiert, wo nach modernen Schätzungen im Jahre 1336–1337 10 Millionen Fische gefangen, verarbeitet und gehandelt wurden.